# Dmitri Dmitrijewitsch Worobjow
Dmitri Dmitrijewitsch Worobjow (russisch Дмитрий Дмитриевич Воробьёв; * 28. November 1997 in Kubanskaja Step) ist ein russischer Fußballspieler.

## Karriere

### Verein
Worobjow begann seine Karriere beim FK Krasnodar. Im April 2014 spielte er erstmals für die zweite Mannschaft in der drittklassigen Perwenstwo PFL. In der Saison 2013/14 kam er zu insgesamt sechs Drittligaeinsätzen für Krasnodar-2. In der Saison 2014/15 kam er zu zehn Einsätzen, in der Saison 2015/16 waren es 14. Im August 2016 stand er gegen Terek Grosny erstmals im Profikader Krasnodars. Sein Debüt für die Profis gab er im selben Monat in der Qualifikation zur UEFA Europa League gegen den FK Partizani Tirana. Dies blieb sein einziger Einsatz für die erste Mannschaft. Für die Reserve absolvierte der Stürmer in der Saison 2016/17 28 Drittligapartien.
Nach 14 Einsätzen bis zur Winterpause 2017/18 wurde Worobjow im Februar 2018 an den Drittligisten Afips Afipski verliehen. Für Afips kam er bis Saisonende zu zwölf Drittligaeinsätzen, in denen er drei Tore machte. Nach dem Ende der Leihe kehrte er zur Saison 2018/19 nicht mehr nach Krasnodar zurück. Nach über zwei Monaten ohne Verein wechselte er im September 2018 nach Tschechien zum Zweitligisten FC Hradec Králové. Für Hradec absolvierte er bis zur Winterpause drei Partien in der FNL.
Im Februar 2019 kehrte er wieder nach Russland zurück und schloss sich dem Zweitligisten FK Nischni Nowgorod an. In Nischni Nowgorod kam er bis Saisonende zu zehn Einsätzen in der Perwenstwo FNL. Zur Saison 2019/20 wurde Worobjow an den Drittligisten Wolgar Astrachan verliehen. Bis zum COVID-bedingten Saisonabbruch kam er zu 15 Drittligaeinsätzen für Wolgar, in denen er vier Tore erzielte. Mit dem Klub stieg er in die zweite Liga auf. Nach dem Aufstieg wurde er von Wolgar auch fest verpflichtet. In der Perwenstwo FNL erzielte er bis zur Winterpause 2020/21 zwölf Tore in 23 Einsätzen in Astrachan. Im Januar 2021 wechselte er innerhalb der Liga zum FK Orenburg. Für Orenburg traf er bis Saisonende zwölf Mal in 16 Ligapartien. Mit seinen 24 Saisontoren war er 2020/21 hinter Iwan Sergejew der zweitbeste Torschütze der Perwenstwo FNL.
Nachdem er zu Saisonbeginn 2021/22 noch zweimal in Orenburg gespielt hatte, wurde er im Juli 2021 leihweise vom Erstligisten FK Sotschi unter Vertrag genommen. Im selben Monat debütierte er gegen Nischni Nowgorod in der Premjer-Liga. Bis zum Ende der Leihe absolvierte er zehn Partien in der höchsten Spielklasse für Sotschi. Zur Saison 2022/23 kehrte Worobjow nach Orenburg zurück, das in seiner Abwesenheit in die Premjer-Liga aufgestiegen war. Für Orenburg kam er in jener Saison zu 22 Erstligaeinsätzen, in denen er achtmal traf. In der Saison 2023/24 traf er in 24 Einsätzen wieder achtmal.
Zur Saison 2024/25 wechselte Worobjow zum Ligakonkurrenten Lokomotive Moskau.

### Nationalmannschaft
Worobjow spielte 2015 für die russischen U-18- und U-19-Teams. Im September 2024 debütierte er in einem Testspiel gegen Vietnam im A-Nationalteam.